# Escola de Samba Oba Oba
O Grêmio Recreativo Cultural Escola de Samba Oba Oba é uma escola de samba fundada na cidade de Barueri, fundada em 15 de março de 1980 no bairro Vila Porto. Tem como as cores da escola o azul e branco e o símbolo a águia e a coroa. Sua bateria é conhecida como Altaneira.

## História
O início da Escola foi em Barueri, onde ganhou 11 títulos, sendo 8 consecutivos nas décadas de 1980-1990. Em 2021, a Oba Oba entrou com um pedido junto à UESP para participar do Carnaval da Cidade de São Paulo. Para isso, abriu uma sede na Casa Verde, na zona norte. Inicialmente, a Oba Oba pleiteava uma vaga para o Carnaval de 2024. Entretanto, com desistências de competidoras, a vaga veio para o Carnaval de 2023, sendo a diretoria avisada em 15 de dezembro de 2022, a apenas 66 dias do desfile. 

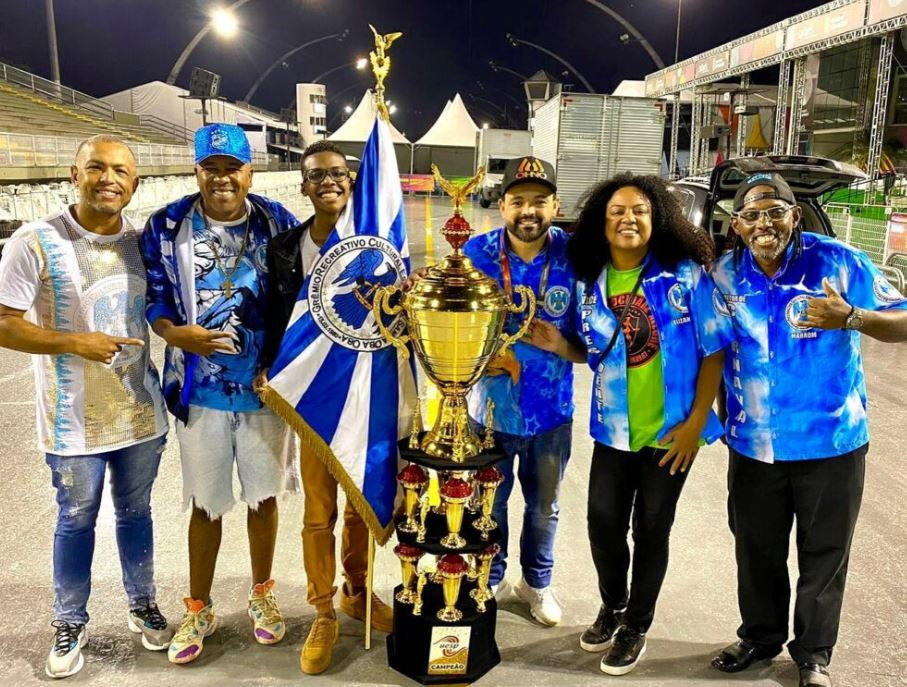
Diretoria da Escola com o troféu de campeão do Grupo III da UESP

Mesmo com pouco tempo de preparo, a Escola surpreendeu com um belíssimo desfile e foi campeã do Grupo de Acesso de Bairros 3 logo em sua estreia no carnaval de São Paulo em 2023, em um desfile que contou com quase 400 componentes.
Em 2024, a Escola chegou perto do 2o acesso consecutivo, mas ficou a 4 décimos de subir, terminando no 4o lugar.
Para o carnaval de 2025, a escola elegeu o tema Simplesmente Azul, Maravilhosamente Azul, Deslumbrantemente Azul e escolheu como rainha de bateria Valéria Nunes, que ocupava o posto de Musa da Escola anteriormente. A escola gabaritou os quesitos Harmonia e Comissão de Frente, mas o tão sonhado acesso não ocorreu e a escola terminou novamente em 4o lugar.

## Carnavais
| Oba Oba |           |                     | |
| Ano     | Colocação | Grupo               | Enredo                                                                                               |
| 2017    | —         | Barueri             | Capenguei e lutei, quando rei, adormeci. Hoje, acordei pra te ver sorrir, viva seu carnaval, Barueri |
| 2020    | —         | Barueri             | Quem Abala Arquibancada Esta Vindo Aí: 40 Anos Oba Oba Sacudindo Barueri                             |
| 2023    | ★Campeã⬆  | Acesso de Bairros 3 | Uma breve história do céu                                                                            |
| 2024    | 4.º lugar | Acesso de Bairros 2 | O dia em que todos aguardavam                                                                        |
| 2025    | 4.º lugar | Acesso de Bairros 2 | Simplesmente Azul, Maravilhosamente Azul, Deslumbrantemente Azul                                     |
| 2026    |           | Acesso de Bairros 2 | |

## Títulos
| Títulos Oba Oba | Títulos Oba Oba  | Títulos Oba Oba | Títulos Oba Oba |
|                 | Divisão          | Total           | Ano             |
| --------------- | ---------------- | --------------- | --------------- |
|                 | Grupo III - UESP | 1               | 2023            |

1. ↑  https://agenciamural.org.br/estreante-e-campea-conheca-a-oba-oba-escola-de-barueri-que-venceu-a-ultima-divisao-do-carnaval-de-sp/
2. ↑  «Resultados do Carnaval de São Paulo em 2024». Wikipédia, a enciclopédia livre. 5 de março de 2025. Consultado em 6 de março de 2025